# Linea Daxing Airport Express
La linea Daxing Airport Express (in cinese 北京地铁大兴机场线S, Běijīng dìtiě Dàxīng jīchǎng xiànP), nome completo Linea Aeroporto Internazionale di Pechino Daxing, da progetto Linea Nuovo Aeroporto, è una linea attiva della metropolitana di Pechino.
Inaugurata il 26 settembre 2019 e gestita dalla Beijing Metro Operation Administration, la linea collega la città di Pechino, dalla stazione di Caoqiao collocata nel distretto di Fengtai, con l'Aeroporto Internazionale di Pechino-Daxing. Composta da 3 stazioni, la linea Daxing Airport Express si snoda lungo un percorso di circa 41 km che impiega circa 20 minuti per percorrere tutta la tratta, ad una velocità media di 160 km/h. La linea è rappresentata dal colore blu.
La linea Daxing Airport Express è la seconda linea, dopo la Yanfang, ad essere totalmente automatizzata e senza conducente.

## Storia

### Fase I
Dopo che venne scelto il distretto meridionale di Daxing per ospitare il nuovo aeroporto internazionale a servizio della città di Pechino, venne studiata la nuova linea ferroviaria per collegare velocemente la città con l'aeroporto. Nel 2012, la Commissione nazionale per lo sviluppo e la riforma ha approvato un piano per l'adeguamento del transito ferroviario urbano di Pechino per il periodo 2007—2016, stabilendo la costruzione di una nuova linea aeroportuale e, in base ai piani iniziali, veniva considerata la stazione di Pechino Sud come punto di partenza. Nel 2015 la stessa Commissione ha approvato il piano 2015—2021, scartando la stazione di Pechino Sud e sostituendo la stazione di Mudanyuan come punto di inizio della nuova linea aeroportuale. Il piano prevedeva di utilizzare lo stesso corridoio di collegamento della linea 19 da Mudanyuan a Xingong, in modo che la linea 19 e la nuova linea per l'aeroporto fossero parallele. A causa della sovrapposizione tra le due linee e delle eccessive vibrazioni ambientali che ciò avrebbe comportato, il progetto venne cancellato e venne scelta la stazione di Caoqiao come inizio della nuova linea aeroportuale. La stazione di Caoqiao consente un interscambio con la linea 19 e la linea 10 ed è situata a sud di Pechino, nel distretto di Daxing. Inoltre, il progetto iniziale aveva un costo stimato di 40 miliardi di yuan, ritenuto troppo oneroso per una linea dedicata che avrebbe servito solamente i passeggeri da e per l'aeroporto.
Il nuovo progetto della linea da Caoqiao all'Aeroporto Internazionale di Pechino-Daxing ha previsto un investimento di 20 miliardi di yuan. Il governo ha investito la quasi totalità richiesta, mettendo a disposizione 19,7 miliardi di yuan.
I lavori di realizzazione sono iniziati nel 2016, durati tre anni, con la fase di pre-esercizio della linea avviata il 15 giugno 2019. Il 25 settembre 2019 il Presidente Xi Jinping ha partecipato alla cerimonia inaugurale della nuova linea aeroportuale, utilizzando il servizio dalla stazione di Caoqiao. La prima fase della linea Daxing Airport Express è stata aperta al pubblico il 26 settembre 2019.

### Ampliamento verso nord
Nel 2018, al fine di collegare l'aeroporto con il quartiere degli affari di Lize e per attrarre un maggior numero di passeggeri, è stata pianificata un'estensione a nord della linea Daxing Airport Express fino al quartiere degli affari di Lize, approvata poi nel dicembre 2019. La galleria che collega la stazione di Caoqiao alla stazione di Lize Shangwuqu è stata ultimata nel secondo trimestre del 2020 e l'apertura al pubblico è programmata per il 2025.

## Tariffazione
Il 15 agosto 2019 la Commissione per lo sviluppo e la riforma di Pechino, insieme alla Commissione per i trasporti municipali di Pechino e alla società per la costruzione delle ferrovie urbane, ha tenuto una conferenza stampa per dichiarare il tariffario della nuova linea metropolitana Daxing Airport Express. In considerazione dell'estensione verso il quartiere degli affari di Lize, è stato proposto anche un biglietto in classe Business dal costo di 50 yuan solo andata. Nel caso di acquisto combinato di biglietto aereo + biglietto metropolitano, il costo del biglietto della metropolitana si riduce dell'80%. Per il biglietto ordinario è stata fissata una tariffazione a partire da 10 yuan, fino a un massimo di 35 yuan per l'intera tratta.
Il piano tariffario è stato messo in pratica a partire dal 16 settembre 2019.
| 10 | Caoqiao |                 |                  |
| 10 | 10      | Daxing Xincheng |                  |
| 35 | 35      | 25              | Aeroporto Daxing |

|                            | 20 biglietti | 30 biglietti | 45 biglietti |
| -------------------------- | ------------ | ------------ | ------------ |
| Caoqiao — Daxing Xincheng  | 180          | -            | 360          |
| Caoqiao — Aeroporto Daxing | 385          | 470          | 550          |

## Percorso e stazioni

### Percorso
| Unknown route-map component "utCONTg" |

| Unknown route-map component "utCONTgq" | Unknown route-map component "utTINTxt" + Unknown route-map component "HUBaq" | Unknown route-map component "utSTRq" + Unknown route-map component "HUBlg" | Unknown route-map component "utCONTfq" |  |

| Urban tunnel straight track | Unknown route-map component "extKBHFa" + Unknown route-map component "HUBe" |  |

| Transverse water | Unknown route-map component "utKRZW" | Unknown route-map component "extKRZW" | Transverse water |  |

| Unknown route-map component "utSTRl" | Unknown route-map component "xmtKRZt" | Unknown route-map component "utCONTfq" |

| Transverse water | Unknown route-map component "extKRZW" | Transverse water |

| Unknown route-map component "CONTgq" | Unknown route-map component "xtKRZ" | Unknown route-map component "CONTfq" |

| Unknown route-map component "extSTRc2" | Unknown route-map component "extSTR3" |  |

| Unknown route-map component "extSTR+1" | Unknown route-map component "utSTR+l" + Unknown route-map component "extSTRc4" | Unknown route-map component "utCONTfq" |

| Transverse water | Unknown route-map component "extKRZW" | Unknown route-map component "utKRZW" | Transverse water |  |

| Unknown route-map component "tKBHFxa" + Unknown route-map component "HUBaq" | Urban tunnel station on track + Unknown route-map component "HUBq" | Unknown route-map component "HUBlg" |

| Unknown route-map component "utCONTgq" | Unknown route-map component "mtKRZt" | Unknown route-map component "utKRZt" | Unknown route-map component "utBHFq" + Unknown route-map component "HUBe" | Unknown route-map component "utCONTfq" |

| Unknown route-map component "tSTR" | Urban tunnel straight track |  |

| Unknown route-map component "tSTR2" | Unknown route-map component "utSTRl" + Unknown route-map component "tSTRc3" | Unknown route-map component "utCONTfq" |

| Unknown route-map component "tSTRc1" | Unknown route-map component "tSTR+4" |  |

| Unknown route-map component "CONTgq" | Unknown route-map component "tKRZ" | Unknown route-map component "CONTfq" |

| Unknown route-map component "uhCONTgq" | Unknown route-map component "mtKRZh" | Unknown route-map component "uhCONTfq" |

| Transverse water | Unknown route-map component "tKRZW" | Transverse water |

| Unknown route-map component "tBHF" |

| Unknown route-map component "KDSTaq" | Unknown route-map component "tSTRaq" | Unknown route-map component "tABZgr" |  |  |

| Transverse water | Unknown route-map component "tKRZW" | Transverse water |

| Unknown route-map component "htSTRe" |

| Transverse water | Unknown route-map component "hKRZW" | Transverse water |

| Unknown route-map component "CONTgq" | Unknown route-map component "hKRZ" | Unknown route-map component "CONTfq" |

| Unknown route-map component "hCONTgq" | Unknown route-map component "hKRZhu" | Unknown route-map component "hCONTfq" |

| Unknown route-map component "hCONTg" | Elevated |  |

| Transverse water | Unknown route-map component "hKRZW" | Unknown route-map component "hKRZW" | Transverse water |  |

|  | Elevated | Unknown route-map component "hABZgl" | Unknown route-map component "hSTReq" | Unknown route-map component "KDSTeq" |

| Unknown route-map component "htSTRa" | Unknown route-map component "htSTRa" | Unknown route-map component "uextCONTg" |

|  | Unknown route-map component "tSTR" | Unknown route-map component "tSTR" | Unused urban tunnel straight track | Unknown route-map component "uextCONTg" |

|  |  | Unknown route-map component "tSTR" | Unknown route-map component "tSTR" | Unused urban tunnel straight track | Unused urban tunnel straight track | Unknown route-map component "extCONTg" |

|  |  | Unknown route-map component "tKRZW" | Unknown route-map component "tKRZW" | Unknown route-map component "uextKRZW" | Unknown route-map component "uextKRZW" | Unknown route-map component "extKRZW" |

|  | Unknown route-map component "FLUGr" | Unknown route-map component "tBHF" + Unknown route-map component "HUBaq" | Unknown route-map component "tKBHFxe" + Unknown route-map component "HUBq" | Unknown route-map component "uextBHF" + Unknown route-map component "HUBq" | Unused urban end station + Unknown route-map component "HUBq" | Unknown route-map component "extBHF" + Unknown route-map component "HUBeq" |

|  |  | Unknown route-map component "tSTR" | Unknown route-map component "extSTR" | Unused urban tunnel straight track |  | Unknown route-map component "extSTR" |

|  | Unknown route-map component "exFLUGr" | Unknown route-map component "tSTR" | Unknown route-map component "extKBHFe" + Unknown route-map component "HUBaq" | Unused urban end station + Unknown route-map component "HUBeq" |  | Unknown route-map component "extSTR" |

|  |  | Unknown route-map component "tCONTf" |  |  |  | Unknown route-map component "extCONTf" |

### Stazioni
|                                         | Nome stazione                | Nome in cinese, pinyin | Tot. tempo (ore) | Distanza (km) | Interscambi |
| --------------------------------------- | ---------------------------- | ---------------------- | ---------------- | ------------- | ----------- |
| Lize Shangwuqu (Apertura prevista 2025) | 丽泽商务区 Lìzé shāngwùqū    |                        | 0,0              |               |             |
| Caoqiao                                 | 草桥 Cǎoqiáo                 | 0:00                   | 4,06             |               |             |
| Daxing Xincheng                         | 大兴新城 Dàxīng xīnchéng     | 0:08                   | 17,09            |               |             |
| Aeroporto Daxing                        | 大兴机场 Dàxīng jīchǎng      | 0:22                   | 42,39            | Jingxiong     |             |
| Aeroporto Daxing Sud                    | 大兴机场南 Dàxīng Jīchǎngnán | In progetto            | In progetto      | In progetto   |             |